# Cyphomyia banksi
Cyphomyia banksi är en tvåvingeart som beskrevs av James 1937. Cyphomyia banksi ingår i släktet Cyphomyia och familjen vapenflugor. Inga underarter finns listade i Catalogue of Life.